# Saint-Pierre-es-Champs
Saint-Pierre-es-Champs település Franciaországban, Oise megyében. Lakosainak száma 679 fő (2022. január 1.). Saint-Pierre-es-Champs Bouchevilliers, Puiseux-en-Bray, Saint-Germer-de-Fly, Talmontiers, Ernemont-la-Villette, Gournay-en-Bray és Neuf-Marché községekkel határos.

## Népesség
A település népessége az elmúlt években az alábbi módon változott:
| Lakosok száma | 688  | 704  | 719  | 712  | 710  | 708  | 698  | 688  | 679  |
|               | 2013 | 2015 | 2016 | 2017 | 2018 | 2019 | 2020 | 2021 | 2022 |